# Nathan Dyer
Nathan Antone Jonah Dyer (Wiltshire, Inglaterra, Reino Unido, 29 de noviembre de 1987) es un exfutbolista inglés que jugaba como centrocampista.

## Trayectoria

### Primeros años
Nació y se crio en Trowbridge , Wiltshire . Su padre jugaba al cricket y su madre era naturalmente atlética; según él, podría correr 100 metros en 11,6 segundos.

### Southampton
Se unió a la academia del Southampton F.C. en su adolescencia y fue miembro del equipo juvenil que llegó a la final de la Copa FA Juvenil en 2005 , a pesar de que no hizo su debut de juego hasta la temporada siguiente. En última instancia, el equipo perdió en el global ante el Ipswich Town.
Hizo su debut con el primer equipo de Southampton F.C. el 26 de diciembre de 2005, como sustituto en el minuto 87, en un partido que resultó en una victoria por 2-0 sobre el Crewe Alexandra . A finales de 2005 disfrutó de un exitoso paso cedido en el Burnley FC , en el que anotó dos goles ante el Millwall y Crewe durante un total de cinco partidos, antes de ser llamado, a pesar de las súplicas de Steve Cotterill para que se quedara hasta el final de la temporada. Después de su préstamo al Burnley FC, firmó un nuevo contrato con el Southampton F.C., donde jugó en el primer equipo para el resto de su tiempo con el club.
Marcó su primer gol en la liga para Southampton F.C. durante un partido que terminó en una derrota por 3-2 ante el Watford FC en septiembre de 2007. Su actuación le valió el interés del rival de Southampton F.C. en el derby de la Costa Sur , Portsmouth FC club de fútbol . Portsmouth FC estaban dispuestos a firmarlo, pero la búsqueda pública de Portsmouth FC por Dyer fue criticado por gestor del Southampton F.C. George Burley . 
El 24 de julio de 2008, después de un largo período de incertidumbre y una disputa contractual extendida, firmó un nuevo contrato de tres años con el Southampton F.C., manteniéndolo en el club hasta 2011. Fue excluido de la primera plantilla, y quedan fuera de los preparativos de pretemporada, hasta que firmó el contrato.

### Sheffield United (préstamo)
En septiembre de 2008, después de no poder hacerlo en el primer equipo del Southampton y establecer a sí mismo bajo los gerentes ene Poortvliet y Marcos Wotte , fue enviado al Sheffield United en calidad de préstamo hasta diciembre, con la opción de un acuerdo permanente en enero de 2009. La medida fue parte de un acuerdo de intercambio de préstamo, con Jordan Robertson unirse a Southampton F.C. por el mismo período.
Hizo su primera aparición para el Blades al día siguiente, como suplente en un partido que resultó en una victoria de 2-1 sobre Watford FC. No fue capaz de ganar un lugar permanente en el equipo de Sheffield United y jugó menos de treinta minutos en una camisa cuchillas en los próximos tres meses. Él hizo el primer equipo que comenzaba el 20 de diciembre, cuando anotó su primer gol para el club en un partido que resultó en un empate 2-2 con el Palacio .

### Swansea City

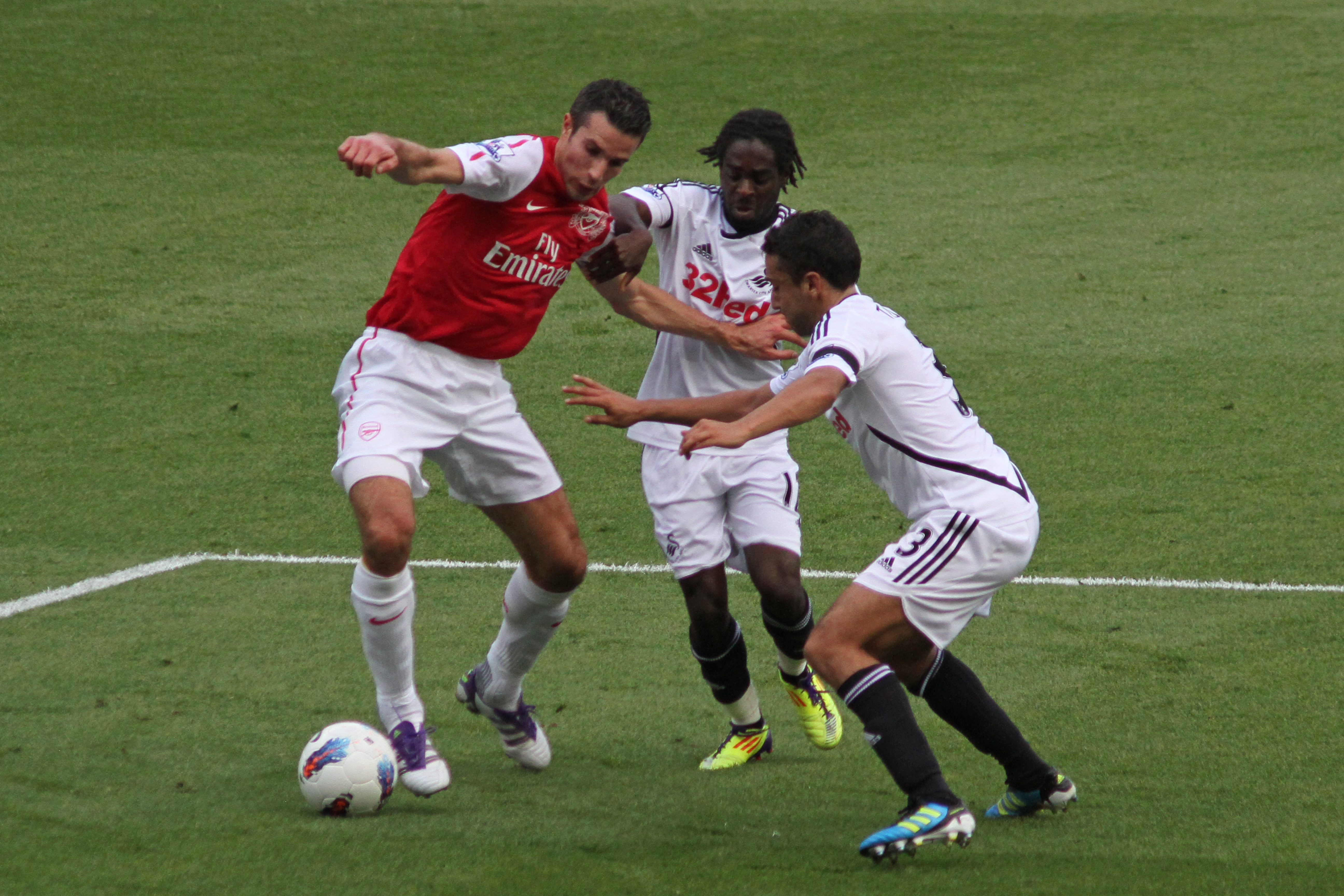
Dyer junto con Neil Taylor intentar bloquear a Robin van Persie.

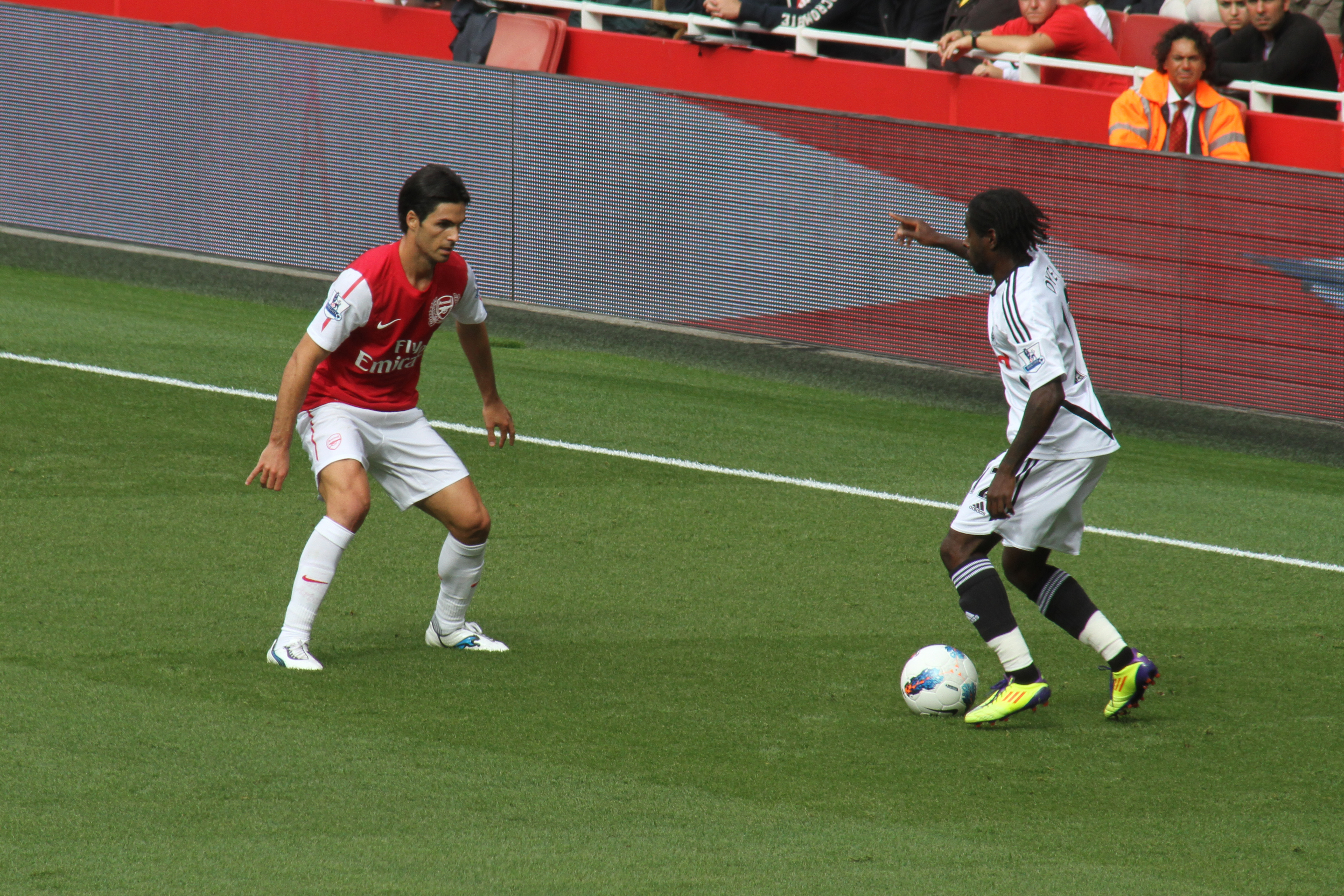
Dyer intenta deshacerse de Mikel Arteta.

Volvió a Southampton F.C. tras el final de su préstamo fue cedido de inmediato de nuevo, esta vez para Swansea City hasta el final de la temporada 2008-09. Él impresionó a su nuevo entrenador en su juego de debut, con un 2 -0 ganar en casa ante el Reading .
El 24 de enero de 2009, Dyer marcó en la FA Cup con la victoria sobre el Portsmouth FC , que resulta en la salida de la Copa FA titular de Portsmouth FC del torneo. El 28 de febrero de 2009, marcó su primer gol en la liga para Swansea City, anotando el único gol en el partido contra el Charlton Athletic .
El 5 de abril de 2009, marcó el primer gol para Swansea City contra su archirrival Cardiff City .
El 2 de junio de 2009, se unió a Swansea City en forma permanente después de que el equipo galés aceptó pagar una cuota de £ 400.000 a Southampton. Hizo su debut en el partido inaugural de la 2009-10 temporada contra el Leicester City , que juega el 90 minutos. Marcó su primer gol como miembro permanente del equipo, una puntuación de ganar partido contra el Sheffield United , el 26 de septiembre de 2009 El 7 de noviembre de 2009, marcó su segundo gol en dos partidos contra Cardiff City , cuando su cabezazo desde corta distancia ayudó los Cisnes reclamar una victoria por 3-2 en el derbi local. Él volvió a marcar en el empate 1-1 ante el Queens Park Rangers .
Comenzó la temporada 2010-11 con buenas actuaciones, incluso durante el nuevo entrenador ( Brendan Rodgers) juego de primera vivienda para Swansea City: una derrota por 4-0 ante el Preston en la que anotó un gol y creó una meta para David Cotterill . Su segundo gol de la temporada llegó cuando anotó el primer gol en la victoria por 4-3 sobre el Middlesbrough el 12 de febrero de 2011. Su forma se mantuvo durante toda la campaña, y finalmente fue nombrado Jugador del Año 2010-11 Swansea City Supporters ' . Jugaron un papel importante en el play-off del Campeonato de Fútbol de final de la Liga en el que hizo una doble asistencia, tanto para Stephen Dobbie y Scott Sinclair , en la victoria por 4-2 sobre el Reading . Esa victoria le valió a Swansea un ascenso a la Liga Premier Inglés, convirtiéndose en el primer club galés en jugar en la liga. 
Antes del inicio de la temporada 2011-12, Dyer firmó un nuevo contrato con el club Swansea, que expira en 2014. Estaba en buena forma durante gran parte de la temporada 2011-12, en el que Swansea City tuvo una impresionante carrera por un recién ascendido en la Premier League. Marcó su primer gol en la Premier League en la victoria por 3-0 sobre el West Bromwich Albion el 17 de septiembre de 2011 en una victoria 3-1 sobre el Bolton Wanderers . Contribuyó a una victoria de 3-2 sobre el Arsenal , al ganar un polémico penalti y por marcar un gol, la tercera en tres partidos (incluyendo goles en la victoria por 4-2 contra Barnsley que envió a Swansea la siguiente fase en la Copa de Inglaterra, y en la victoria 2-0 sobre Aston Villa ). Obtuvo atención de la prensa en la victoria por 3-2 sobre el Arsenal cuando Arsène Wenger acusa Dyer a propósito de buceo en el suelo para dibujar una falta. El 3 de marzo de 2012, Dyer recibió una tarjeta roja por una falta sobre Jordi Gómez durante un juego que se tradujo en una victoria por 2-0 sobre el Wigan Athletic . Tras el partido, defendió su frente, afirmando que no era un jugador malicioso ', pero la liga lo suspendió por tres partidos. El 14 de abril de 2012, Dyer marcó en la victoria por 3-0 sobre el Blackburn Rovers , con lo que su liga meta cuenta personal a cuatro para la temporada. El 24 de abril de 2012, Dyer marcó su quinto gol de la temporada y estableció un gol más para Danny Graham en un partido que terminó en un empate 4-4 contra el Wolverhampton Wanderers .
En el día de apertura de la nueva Liga de la campaña en Queens Park Rangers , anotó un par de goles y Swansea logró una victoria por 5-0.
El 22 de septiembre de 2012, Dyer entró como sustituto de medio tiempo para Swansea en un partido contra el Everton en el Liberty Stadium. Él vio la amarilla en el minuto 55 por protestar. Tres minutos después, recibió una segunda tarjeta amarilla después de una entrada tardía en la defensa del Everton Leighton Baines , y fue expulsado por segunda amonestación después de haber estado en el terreno de juego por solo 12 minutos. Swansea perdió el juego 0-3.
El 24 de febrero de 2013, Dyer comenzó la Copa de la Liga para Swansea y anotó el primer gol y el tercero de una goleada por 5-0 de los opositores Bradford City. Por tanto, sus objetivos ayudaron Swansea ganar su primer trofeo importante. La participación de Dyer también fue notable ya que fue visto discutiendo con compañeros de equipo sobre el tomador de la pena máxima a principios de la segunda mitad. también fue galardonado con el Jugador del partido. Luego de la lucha, dice no marcar un hat-trick es una decepción, que desean un triplete de ser una pena, aunque la victoria fue el logro "masivo" del club. Más tarde, expresó el deseo de quedarse en el club y describió Michu como el jugador más tranquilo que sabe.
El 6 de agosto de 2013, firmó un nuevo contrato de cuatro años con el club, manteniéndolo en el Estadio Liberty hasta junio de 2017.

### Leicester City (préstamo)
El martes 31 de agosto se confirma su fichaje al Leicester City en calidad de cedido por una temporada, curiosamente llegó al King Power Stadium en un helicóptero en el "deadline day" (último día de transferencias en la Premier League).
El 13 de septiembre, Dyer anota su primera gol con el Leicester City en el minuto final que detoriaría el triunfo de "the foxes" por 3-2 frente al Aston Villa.

## Selección
En octubre de 2012, fue abordado por la Federación de Fútbol de Jamaica para jugar en Jamaica durante su campaña de clasificación para la Copa Mundial de la FIFA 2014.

## Clubes
| Club                            | País       | Año       | Partidos | Goles |
| ------------------------------- | ---------- | --------- | -------- | ----- |
| Southampton F. C.               | Inglaterra | 2005-2009 | 66       | 3     |
| Burnley F. C. (cedido)          | Inglaterra | 2005      | 5        | 2     |
| Sheffield United F. C. (cedido) | Inglaterra | 2008      | 7        | 1     |
| Swansea City A. F. C.           | Gales      | 2009-2020 | 347      | 38    |
| Leicester City F. C. (cedido)   | Inglaterra | 2015-2016 | 14       | 1     |

## Palmarés

### Títulos nacionales
| Título                        | Club                  | País       | Año  |
| ----------------------------- | --------------------- | ---------- | ---- |
| Copa de la Liga de Inglaterra | Swansea City A. F. C. | Inglaterra | 2013 |
| Premier League                | Leicester City F. C.  | Inglaterra | 2016 |